# Bernat Fenollar
Œuvres principales
- Obres e trobes en lahors de la Verge Maria (1474)
- Escacs d'amor (après 1475)
- Lo Passi en cobles (1493)
- Lo procés de les olives (1497)

Bernat Fenollar (Bernardo Fenollar en castillan) (vers 1438 à Penàguila - 28 février 1516 à Valence), clerc, beneficiat domer puis sotsobrer des œuvres de la cathédrale de Valence, poète de l'École satyrique valencienne et professeur en 1510 de mathématiques à l'Estudi General de Valence, où il meurt le 28 février 1516. Organisateur chez lui de débats littéraires, il est l'auteur de nombreux poèmes, dont certains publiés dans Obres e trobes en lahors de la Verge Maria, le premier livre imprimé en catalan ou valencien, édité en 1474 à Valence.

## Biographie
Bernat Fenollar naît vers 1438 au sein d'une famille aisée de Penàguila. Son oncle paternel, Jeroni Fenollar, y est notaire. Il exercera les fonctions de escribano aux Cortes réunies à Valence en 1437 et 1438. Son père, Joan Fenollar, y occupe la charge de bayle. Cité dès 1413, ce dernier administre le patrimoine royal de la ville jusqu'à sa mort survenue au début de l'année 1447. De Violant, son épouse, il a deux autres enfants, Mateu et Isabel.
Clerc, Bernat Fenollar, exerce successivement la carrière de beneficiat domer puis, par trois fois, entre 1467 et 1490, de sotsobrer des œuvres de l'Église cathédrale de Valence. Vers la fin de sa vie, il fonde en 1497, une chapellenie sous le vocable de Notre-Dame de la Santé en l'église paroissiale de Saint Laurent Martyr.
Il meurt à un âge avancé, le 28 février 1516 à Valence, après avoir été en 1503, syndic de la ville, puis chargé en 1510 de la chaire de mathématiques à l'Estudi General de Valence.
Bernat Fenollar blasonne d'or à quatre bandes de sable.
Deux rues portent son nom, l'une à Penàguila, l'autre à Valence.

## Œuvre littéraire
Bernat Fenollar organise chez lui des débats littéraires. Les plus grands noms de la littérature valencienne s'y retrouvent, tels Joan Roís de Corella, Gassull de Santiago, Juan Moreno, Baltasar Portillo ou Narciso Vinyoles. Certains de ses débats poétiques se rencontrent dans le Cancionero general de 1511 de Hernando del Castillo.
Secrétaire du concours de poésie organisé à Valence en 1474, on lui attribue l'édition de la compilation Obres e trobes en lahors de la Verge Maria, premier livre imprimé en catalan ou valencien en Espagne.  Une grande partie de ses œuvres poétiques est publiée conjointement avec d'autres auteurs. C'est le cas par exemple de Lo Passi en cobles en 1493 ou Lo procés de les olives en 1497. Le barcelonais, Jeroni Pau, poursuivra son traité grammatical valencien Regla d'esquivar vocables e mots grossers i pagesívols.
Son intervention dans le poème Scachs d'amor, en collaboration avec Francisco de Vic Castellvi et Narciso Vinyoles est peut-être le plus curieux de sa production littéraire. Bernat Fenollar, grand joueur d'échecs, y exprime chaque geste du jeu avec grâce, élégance et beaucoup d'esprit.